# Odontorrhynchus
Odontorrhynchus ist eine Gattung aus der Familie der Orchideen (Orchidaceae). Sie enthält sechs Arten, die in den Anden Südamerikas verbreitet sind.

## Beschreibung
Die Odontorrhynchus-Arten sind kleine, krautige Pflanzen, die terrestrisch wachsen. Die Wurzeln stehen büschelweise zusammen, sie sind fleischig, zylindrisch oder spindelförmig bis knollig verdickt. Die Blätter stehen in einer grundständigen Rosette, zur Blütezeit sind sie häufig schon verwelkt. Die Blätter sind kurz gestielt, die Blattspreite ist oval, der Blattrand kann leicht durchscheinend sein.
Der traubige Blütenstand ist, besonders im oberen Bereich, behaart. Er ist von röhrenförmigen bis lanzettlichen Hochblätter umhüllt, von denen die unteren laubblattartig ausgebildet sein können. Der Blattrand von Hochblättern und Tragblättern ist gefranst oder bewimpert. Der Fruchtknoten ist nur undeutlich gestielt, schief spindelförmig und mehr oder weniger verdreht, mit kurzen Haaren besetzt. Die zahlreichen, dicht beieinander stehenden Blüten sind klein, ihre Farbe ist weißlich oder grünlich, mit gelben Anteilen auf der Lippe. Die Blüten sind röhrenförmig und stehen waagrecht. Die Sepalen sind auf der Außenseite behaart, sie stehen etwa parallel zueinander und bilden so eine Röhre, nur die Spitzen sind etwas nach außen gebogen. Das dorsale Sepal ist gerade; die seitlichen Sepalen sitzen mit asymmetrischer Basis am Säulenfuß an und bilden dort eine Vertiefung, sind aber nicht miteinander verwachsen. Die Petalen sind linealisch, oberhalb der Mitte am breitesten, mit dem inneren Rand dem dorsalen Sepal anhaftend, die Ränder sind bewimpert oder etwas gezähnt. Die Basis der Lippe ist sitzend oder etwas genagelt, die Nektardrüsen an ihrem Rand sind frei oder mit der Spreite verwachsen. Die Spreite ist rinnig, die Seiten sind nach oben gebogen und haften der Säule an. Auf der Lippe können sich zwei fleischige Kiele befinden, der vordere Rand ist etwas unregelmäßig geformt oder gewellt. Die Säule ist eher kurz, sie reicht ein Stück über die Ansatzstelle am Fruchtknoten hinaus und bildet einen kurzen Säulenfuß. Sie ist keulenförmig und kann auf der Unterseite behaart sein. Die Narbe ist eine quer zur Säulenachse liegende, ovale bis zweilappige Fläche. Das Staubblatt ist oval-kapuzenförmig, vorne mit einer häutigen Spitze, an der Basis herzförmig. Es wird von einem dünnen Gewebe der Säule umgeben (Klinandrium). Die hellgelben Pollinien sind keulenförmig, längs gefurcht, sie hängen an einer ovalen bis zungenförmigen Klebdrüse (Viscidium). Das Trenngewebe zwischen Narbe und Staubblatt (Rostellum) ist knorpelig, breit dreieckig, spitz in ein leicht dreilappiges oder dreizähniges Ende auslaufend. Das Viscidium umgibt das Rostellum scheidenartig oder sitzt in einer großen, v-förmigen, frontseitigen Grube des Rostellums. Die Kapselfrucht ist oval.

## Vorkommen
Odontorrhynchus kommt in Südamerika von Bolivien im Norden über Peru und Argentinien bis Chile im Süden vor. Die Arten kommen im temperaten Süden in niedrigeren Lagen vor, steigen weiter nördlich bis in Höhenlagen von 3000 Meter. Sie wachsen in lichten Wäldern, Gebüschen und in Grasland, häufig an offenen, felsigen Stellen.

## Systematik und botanische Geschichte
Odontorrhynchus wird innerhalb der Tribus Cranichideae in die Subtribus Spiranthinae eingeordnet. Die Gattung wurde 1953 von Maevia Noemí Correa in Darwiniana; Carpeta del Darwinion Band 10 Seite 157 beschrieben. Der Name setzt sich aus den griechischen Worten ὀδούς odonthos, „Zahn“, und ῥύγχος rhynchos, „Schnabel“, zusammen. Er bezieht sich auf das gezähnte Rostellum. Typusart ist Odontorrhynchus castillonii, vor Correas Publikation der neuen Gattung als Stenorrhynchos benannt.
Die Gattung Odontorrhynchus ähnelt äußerlich den Gattungen Brachystele, Thelyschista und Sauroglossum. Nach Untersuchungen der DNA ist zumindest Odontorrhynchus variabilis nah mit Pelexia verwandt.
Folgende Arten sind in der Gattung Odontorrhynchus enthalten:
- Odontorrhynchus alticola Garay: Südöstliches Peru bis nordwestliches Argentinien
- Odontorrhynchus castillonii (Hauman) M.N.Correa: Bolivien bis nördliches Argentinien
- Odontorrhynchus domeykoanus Szlach.: Chile
- Odontorrhynchus erosus Szlach.: Chile
- Odontorrhynchus monstrosus Szlach.: Bolivien
- Odontorrhynchus variabilis Garay: Chile

## Weiterführendes
- Liste der Orchideengattungen